# Qatar Airways Tournament of Champions 2012
Tenisový turnaj WTA Qatar Airways Tournament of Champions 2012 se konal ve dnech 30. října až 4. listopadu poprvé v bulharském hlavním městě Sofii. Hrálo se na krytých dvorcích s tvrdým povrchem. Řadil se do kategorie WTA International. Jednalo se o čtvrtý ročník jednoho ze dvou závěrečných turnajů ženské profesionální sezóny pro nejlepší hráčky okruhu, když následoval týden po Turnaji mistryň. Herní systém měl formát dvou základních skupin. Dvě nejlepší tenistky z každé skupiny postoupily do semifinále, které se hrálo vyřazovacím systémem. Odměny činily 750 000 USD.
Předchozí tři ročníky nesly název Commonwealth Bank Tournament of Champions a jejich dějištěm bylo indonénské Bali. Dvojnásobnou obhájkyní byla srbská hráčka Ana Ivanovićová, která se do turnaje nekvalifikovala. Vítězkou se stala Ruska Naděžda Petrovová.

## Kvalifikační kritéria
Turnaje konaného pouze ve dvouhře se účastnilo osm hráček (včetně dvou startujících na divokou kartu). Prvních šest tenistek si účast zajistilo splněním dvou kritérií. Nastoupit mohly nejvýše postavené hráčky na singlovém žebříčku WTA v pondělní aktualizaci v týden startu turnaje, které se neprobojovaly do Turnaje mistryň. Druhou podmínkou byla výhra ve dvouhře na některém z turnajů kategorie WTA International Tournaments v předchozí sezóně WTA Tour 2012. Zúčastnit se také nemohly tenistky, které by nastoupily do paralelně probíhajícího finále Fed Cupu 2012.
Divoké karty obdržely Bulharka Cvetana Pironkovová a Ruska Maria Kirilenková.

## Vítězky turnajů kategorie International 2012
Tabulka uvádí hráčky, které v sezóně 2012 vyhrály alespoň jeden turnaj kategorie International, čímž splnily jedno ze dvou kritérií.
| Hráčka                        | Stát                   | Titul                               |
| ----------------------------- | ---------------------- | ----------------------------------- |
| Čeng Ťie                      | Čína                   | Auckland                            |
| Mona Barthelová               | Německo                | Hobart                              |
| Daniela Hantuchová            | Slovensko              | Pattaya City                        |
| Lara Arruabarrenaová-Vecinová | Španělsko              | Bogotá                              |
| Sofia Arvidssonová            | Švédsko                | Memphis                             |
| Tímea Babosová                | Maďarsko               | Monterrey                           |
| Sie Šu-wej                    | Tchaj-wan              | Kuala Lumpur Kanton                 |
| Angelique Kerberová           | Německo                | Kodaň                               |
| Kiki Bertensová               | Nizozemsko             | Fás                                 |
| Kaia Kanepiová                | Estonsko               | Estoril                             |
| Francesca Schiavoneová        | Itálie                 | Štrasburk                           |
| Alizé Cornetová               | Francie                | Bad Gastein                         |
| Melanie Oudinová              | Spojené státy americké | Birmingham                          |
| Naděžda Petrovová             | Rusko                  | 's-Hertogenbosch                    |
| Sara Erraniová                | Itálie                 | Acapulco Barcelona Budapest Palermo |
| Polona Hercogová              | Slovinsko              | Båstad                              |
| Bojana Jovanovská             | Srbsko                 | Baku                                |
| Magdaléna Rybáriková          | Slovensko              | Washington, D.C.                    |
| Roberta Vinciová              | Itálie                 | Dallas                              |
| Irina-Camelia Beguová         | Rumunsko               | Taškent                             |
| Kirsten Flipkensová           | Belgie                 | Québec                              |
| Caroline Wozniacká            | Dánsko                 | Soul                                |
| Heather Watsonová             | Spojené království     | Ósaka                               |
| Viktoria Azarenková           | Bělorusko              | Linec                               |
| Venus Williamsová             | Spojené státy americké | Lucemburk                           |

## Body a finanční odměny
Celkový rozpočet turnaje činil 750 000 dolarů.
| Výsledek                   | Dvouhra        | Body 1)    |
| -------------------------- | -------------- | ---------- |
| vítězka                    | ZS2) + 190 000 | ZS2) + 195 |
| finalistka                 | ZS2) + 65 000  | ZS2) + 75  |
| semifinalistky             | ZS2) + 10 000  | ZS2)       |
| základní skupina (3 výhry) | 80 000         | 180        |
| základní skupina (2 výhry) | 65 000         | 145        |
| základní skupina (1 výhra) | 50 000         | 110        |
| základní skupina (0 výher) | 35 000         | 75         |

- 1) za každý zápas získala hráčka automaticky 25 bodů, za každou výhru v základní skupině pak dalších 35 bodů,
- 2) ZS znamená bodový či finanční zisk v základní skupině,
- Náhradnice získaly 7 500 dolarů, pokud nezasáhly do turnaje.

### Kvalifikované hráčky
| Nas. | Hráčka              | WTA | Vítězka             |
| ---- | ------------------- | --- | ------------------- |
| 1.   | Caroline Wozniacká  | 11. | Soul Moskva         |
| 2.   | Naděžda Petrovová   | 13. | 's-Hertogenbosch    |
| 3.   | Maria Kirilenková   | 15. | divoká karta        |
| 4.   | Roberta Vinciová    | 16. | Dallas              |
|      | Kaia Kanepiová      | 19. | Estoril             |
|      | Venus Williamsová   | 24. | Lucemburk           |
| 5.   | Sie Šu-wej          | 25. | Kuala Lumpur Kanton |
| 6.   | Čeng Ťie            | 29. | Auckland            |
| 7.   | Daniela Hantuchová  | 32. | Pattaya             |
| 8.   | Cvetana Pironkovová | 44. | divoká karta        |

## Předešlý poměr vzájemných zápasů
Tabulka uvádí poměr vzájemných zápasů hráček před začátkem turnaje.
|    |                     | Wozniacká | Petrova | Kirilenko | Vinci | Sieová | Čengová | Hantuchová | Pironkova | Celkem | V/P 2012 |
| 1. | Caroline Wozniacká  |           | 4–1     | 5–1       | 0–1   | 2–0    | 1–3     | 5–1        | 3–0       | 20–7   | 46–20    |
| 2. | Naděžda Petrovová   | 1–4       |         | 4–4       | 2–2   | 1–0    | 8–1     | 4–3        | 0–1       | 23–15  | 34–19    |
| 3. | Maria Kirilenková   | 1–5       | 4–4     |           | 3–2   | 1–0    | 3–5     | 2–5        | 0–0       | 14–21  | 32–22    |
| 4. | Roberta Vinciová    | 1–0       | 2–2     | 2–3       |       | 1–0    | 1–3     | 2–2        | 3–0       | 12–10  | 42–26    |
| 5. | Sie Šu-wej          | 0–2       | 0–1     | 0–1       | 0–1   |        | 1–0     | 0–1        | 0–0       | 1–6    | 46–18    |
| 6. | Čeng Ťie            | 3–1       | 1–8     | 5–3       | 3–1   | 0–1    |         | 0–6        | 2–0       | 14–20  | 27–22    |
| 7. | Daniela Hantuchová  | 1–5       | 3–4     | 5–2       | 2–2   | 1–0    | 6–0     |            | 1–0       | 19–13  | 26–21    |
| 8. | Cvetana Pironkovová | 0–3       | 1–0     | 0–0       | 0–3   | 0–0    | 0–2     | 0–1        |           | 1–9    | 19–22    |

- V/P 2012 – počet vítězných utkání (V) / prohraných utkání (P) v sezóně 2012

## Turnaj

### Dvouhra
- finále:  Naděžda Petrovová vs.  Caroline Wozniacká, 6–2, 6–1